# Liste der Biografien/Ow
Liste der Biografien |
Portal Biografien |
Personensuche
# |
A |
B |
C |
D |
E |
F |
G |
H |
I |
J |
K |
L |
M |
N |
O |
P |
Q |
R |
S |
T |
U |
V |
W |
X |
Y |
Z |
?
 
Oa |
Ob |
Oc |
Od |
Oe |
Of |
Og |
Oh |
Oi |
Oj |
Ok |
Ol |
Om |
On |
Oo |
Op |
Oq |
Or |
Os |
Ot |
Ou |
Ov |
Ow |
Ox |
Oy |
Oz
Die Liste der Biografien führt alle Personen auf, die in der deutschsprachigen Wikipedia einen Artikel haben. Dieses ist eine Teilliste mit 321 Einträgen von Personen, deren Namen mit den Buchstaben „Ow“ beginnt.

## Ow
- Ow, Andreas Meinrad von (1712–1792), deutscher Maler
- Ow, Anita von (* 1950), Schweizer Schauspielerin
- Ow, Hans von (1843–1921), deutscher Gutsbesitzer und Politiker, MdR
- Ow, Johannes von († 1481), Herrenmeister
- Ow, Karl von (1818–1898), deutscher Politiker (Zentrum), MdR
- Ow, Maximilian von (1784–1845), deutscher Regierungsbeamter, Rittergutsbesitzer und Parlamentarier
- Ow, Yao Han (* 1992), malaysischer Badmintonspieler
- Ow-Felldorf, Sigismund Felix von (1855–1936), deutscher katholischer Bischof von Passau
- Ow-Freytag, Barbara von (* 1957), deutsche Journalistin, Politologin und Expertin für die russische ZivilgesellschaftBarbara von Ow-Freytag (* 1957)

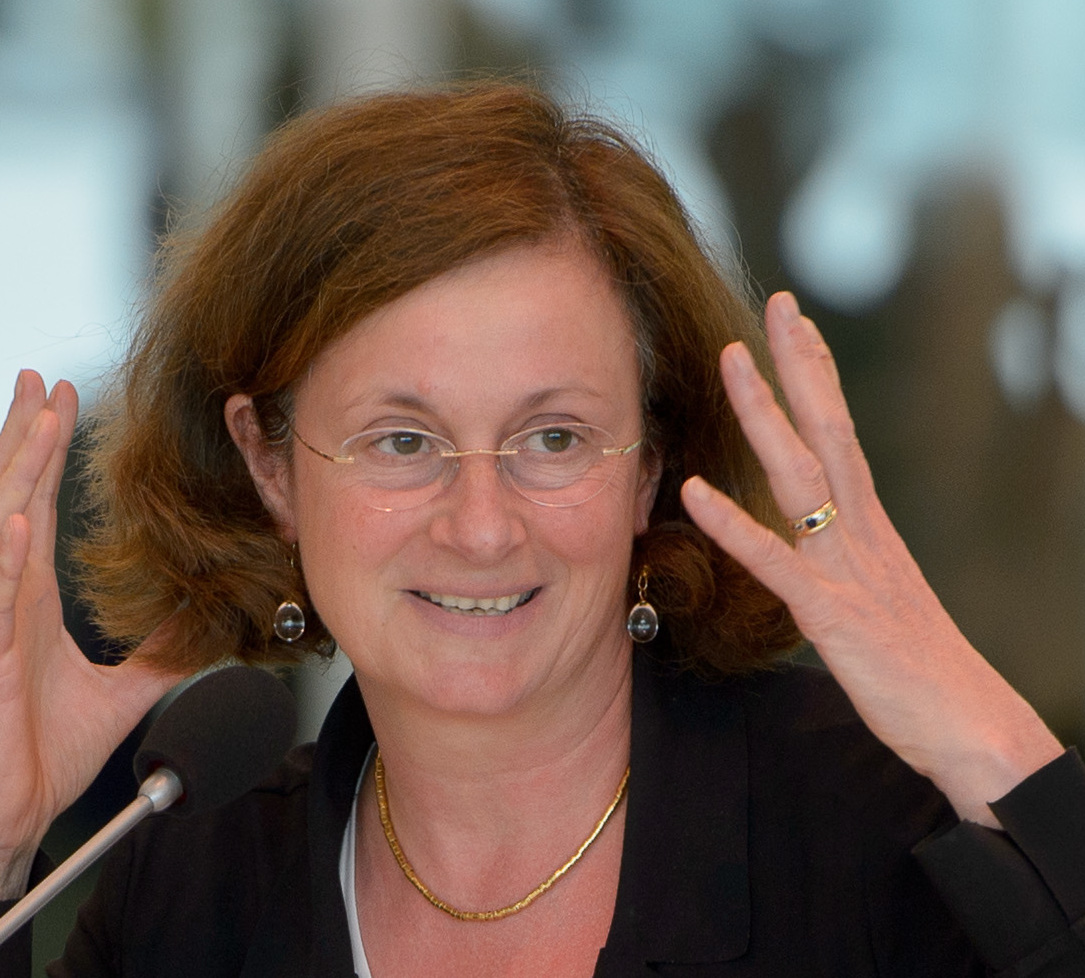
Barbara von Ow-Freytag (* 1957)

- Ow-Wachendorf, Hans Hartmann von (1882–1966), deutscher Jurist, Diplomat und Majoratsherr
- Ow-Wachendorf, Wernher von (1886–1939), deutscher Jurist, Volkswirtschaftler, Diplomat, Gesandter

### Owa
- Owada, Itsuka (* 1980), japanische Biathletin
- Ōwada, Masashi (* 1981), japanischer Fußballspieler
- Owades, Joseph (1919–2005), US-amerikanischer Brauwissenschaftler, Erfinder des Diätbiers
- Owain ap Cadwgan († 1116), Fürst von Powys (Wales)
- Owain ap Gruffydd († 1236), Lord von Deheubarth in Südwales
- Owain ap Hywel Dda, König von Deheubarth
- Owain Brogyntyn, Lord von Powys (Wales)
- Owain Cyfeiliog († 1197), Fürst von Powys (Wales)
- Owain Fychan († 1187), Lord von Powys (Wales)
- Owain Glyndŵr, walisischer NationalheldOwain Glyndŵr

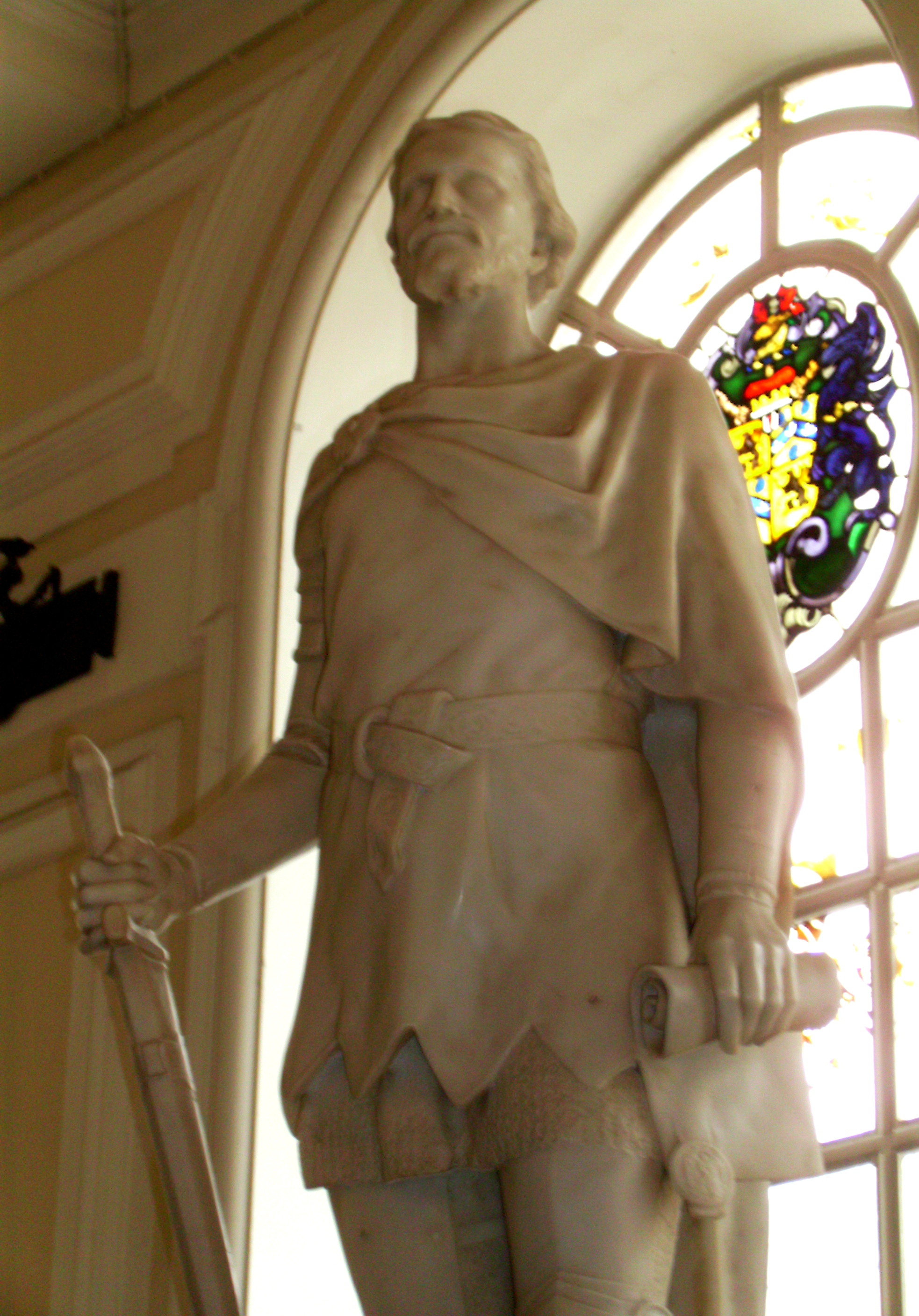
Owain Glyndŵr

- Owain Goch, Fürst von Gwynedd in Nordwales
- Owain Gwynedd († 1170), Fürst von Gwynedd in Nordwales
- Owain Lawgoch († 1378), walisischer Söldnerführer und Anwärter auf den Titel Fürst von Wales
- Owain Wan, walisischer Fürst von Gwent
- Owain, Robin Llwyd ab (* 1958), walisischer Dichter
- Owais, Mohammed al- (* 1991), saudi-arabischer Fußballtorhüter
- Ōwaki, Richi (* 1977), japanischer Video-, Medien- und Installationskünstler
- Owalow, Lew Sergejewitsch (1905–1997), sowjetischer Schriftsteller
- Owaneco († 1628), Sachem der Pequot
- O’Ward, Patricio (* 1999), mexikanischer AutomobilrennfahrerPatricio O’Ward (* 1999)

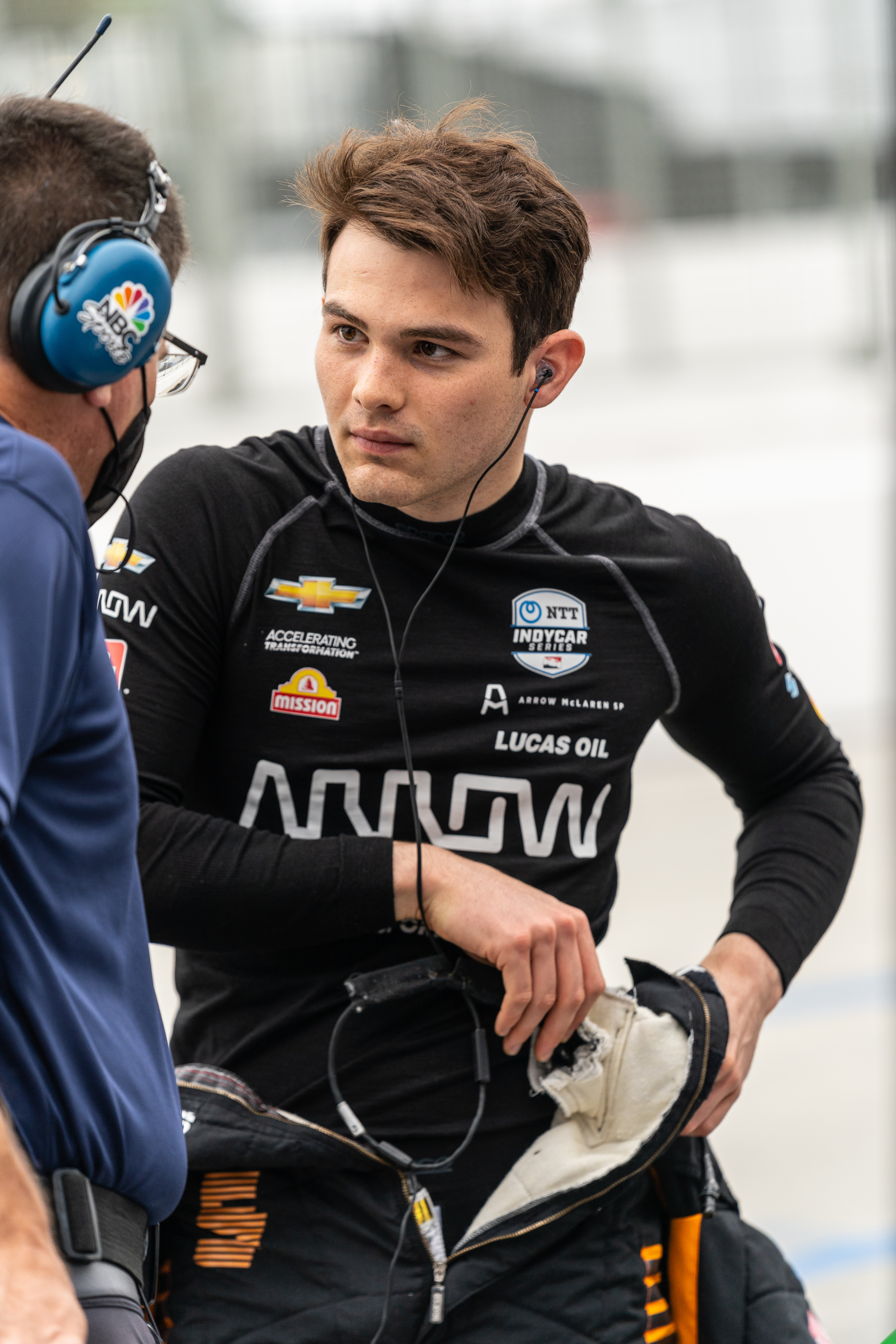
Patricio O’Ward (* 1999)

- Owart, Werner (1923–2017), deutscher Orgelbauer

### Owc
- Owchar, Dennis (* 1953), kanadischer Eishockeyspieler
- Owcza, Oliver (* 1965), deutscher Diplomat
- Owczarek, Jonas (* 1978), deutscher Radrennfahrer
- Owczarzak, Jürgen (* 1954), deutscher Fußballspieler

### Owd
- Owda, Bisan, palästinensische Journalistin

### Owe
- Owe, Baard (1936–2017), dänischer Schauspieler
- Owe, David (* 1977), dänischer Schauspieler und Stuntman
- Owe, Richard (1889–1970), deutscher Politiker (NSDAP), MdR
- Owega, Jusuf (* 2002), deutscher Automobilrennfahrer
- Oweger, Karl (1927–2014), deutscher Leichtathlet
- Oweh, Odafe (* 1998), US-amerikanischer American-Football-Spieler
- Oweini, Hussein al- (1900–1971), libanesischer Politiker
- Oweiss, Ibrahim (1931–2023), ägyptisch-amerikanischer Wirtschaftswissenschaftler
- Owen, Aled (1934–2022), walisischer Fußballspieler
- Owen, Alfred (1908–1975), britischer Unternehmer
- Owen, Alison (* 1961), britische Filmproduzentin
- Owen, Allen Ferdinand (1816–1865), US-amerikanischer Politiker
- Owen, Alun (1924–1994), britischer Drehbuchautor
- Owen, Arthur (1915–2000), britischer Automobilrennfahrer
- Owen, Beverley (1937–2019), US-amerikanische Schauspielerin
- Owen, Bill (1914–1999), britischer Schauspieler
- Owen, Brad (* 1950), US-amerikanischer Politiker
- Owen, Charles (1912–1985), US-amerikanischer Schlagwerker und Hochschullehrer
- Owen, Charles (* 1971), britischer Pianist
- Owen, Chris (* 1980), US-amerikanischer Schauspieler
- Owen, Chuck (* 1954), US-amerikanischer Hochschullehrer, Komponist, Orchesterleiter und Jazzmusiker
- Owen, Cliff (1919–1993), britischer Regisseur in Film und Fernsehen
- Owen, Clive (* 1964), britischer Theater- und FilmschauspielerClive Owen (* 1964)

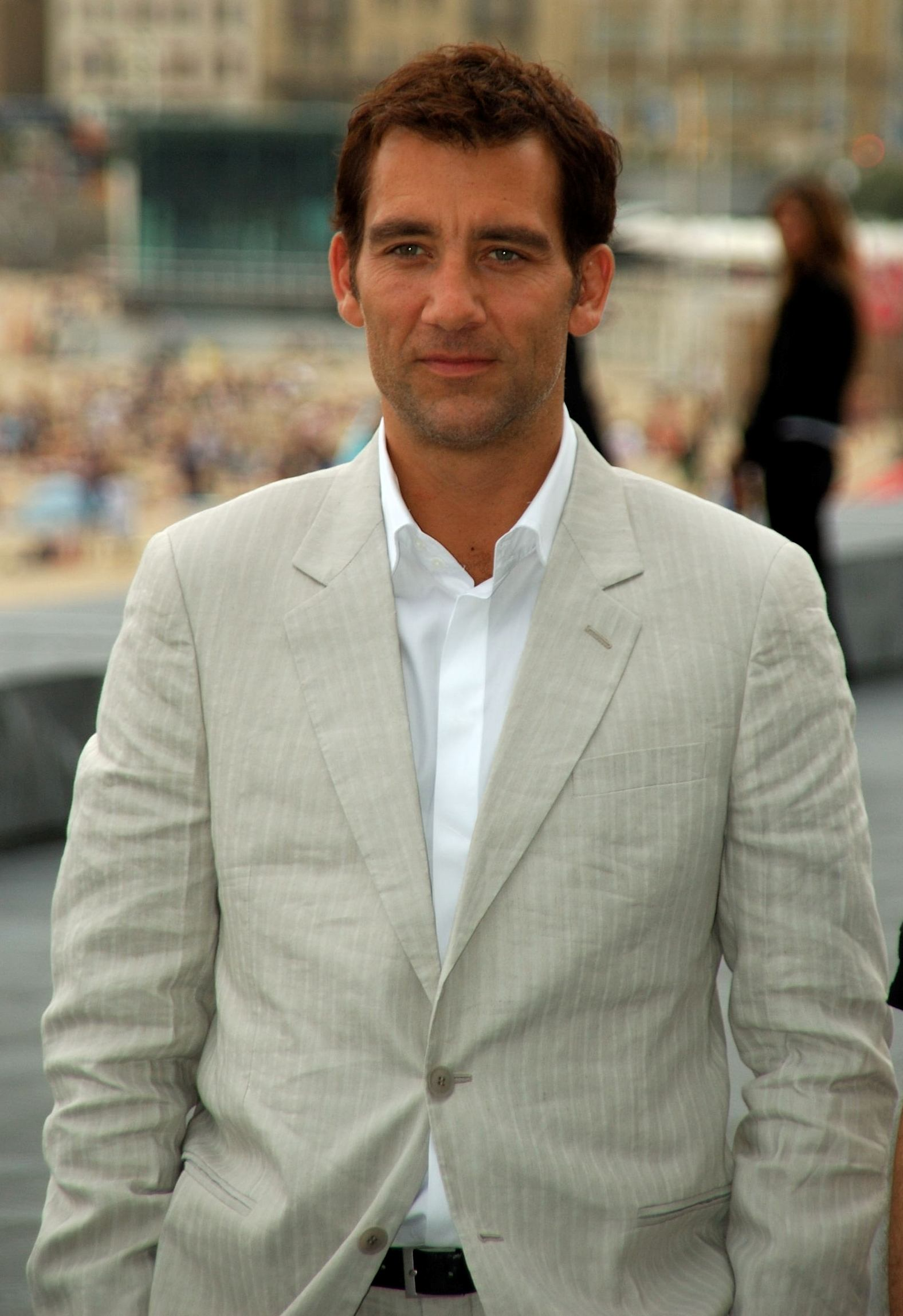
Clive Owen (* 1964)

- Owen, Daniel (1732–1812), britischer Farmer und Politiker
- Owen, Dave (* 1938), US-amerikanischer Politiker
- Owen, David (1784–1841), walisischer Dichter und Barde
- Owen, David (* 1938), britischer Politiker, Mitgründer der britischen Sozialdemokratischen Partei, britischer Außenminister, EU-Sonderbeauftragter für den BalkanDavid Owen (* 1938)

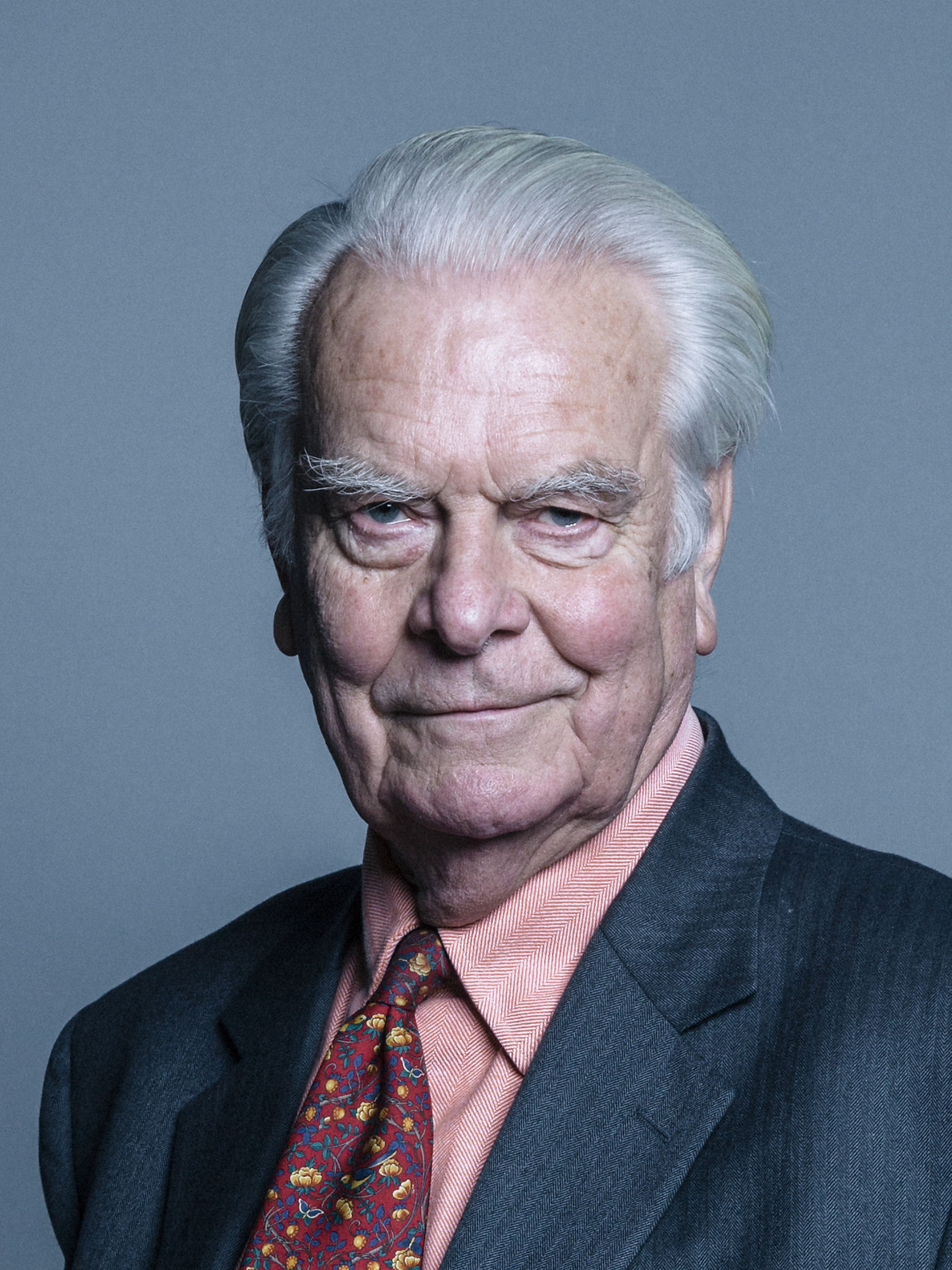
David Owen (* 1938)

- Owen, David Dale (1807–1860), US-amerikanischer Geologe
- Owen, Edward (1886–1949), britischer Langstreckenläufer
- Owen, Edwyn (1936–2007), US-amerikanischer Eishockeyspieler
- Owen, Emmett Marshall (1877–1939), US-amerikanischer Politiker
- Owen, Frankie (* 1988), australische Synchronschwimmerin
- Owen, Gabe (* 1977), amerikanischer Poolbillardspieler
- Owen, Gary (1929–1995), walisisch-australischer Snookerspieler
- Owen, Gary (* 1972), walisischer Dramatiker
- Owen, George (1893–1966), britischer Radrennfahrer
- Owen, George Washington (1796–1837), US-amerikanischer Politiker
- Owen, Greg (* 1972), englischer Golfer
- Owen, Greg (* 1981), britischer Eishockeyspieler
- Owen, Gus (1933–2022), amerikanischer Geschäftsmann, Mitglied der Interstate Commerce Commission und des Surface Transportation Boards
- Owen, Gwil (* 1960), US-amerikanischer Singer-Songwriter
- Owen, Gwilym Ellis Lane (1922–1982), britischer Philosoph
- Owen, Heinrich Ernst (1685–1758), deutscher lutherischer Theologe, Generalsuperintendent
- Owen, Henry (1716–1795), walisischer Geistlicher und Theologe
- Owen, Hugh Gwyn (1933–2022), britischer Paläontologe und Geophysiker
- Owen, Jake (* 1981), US-amerikanischer Countrysänger
- Owen, James (1784–1865), US-amerikanischer Politiker
- Owen, James A. (* 1969), US-amerikanischer Autor und Illustrator
- Owen, Jane (* 1963), britische DiplomatinJane Owen (* 1963)

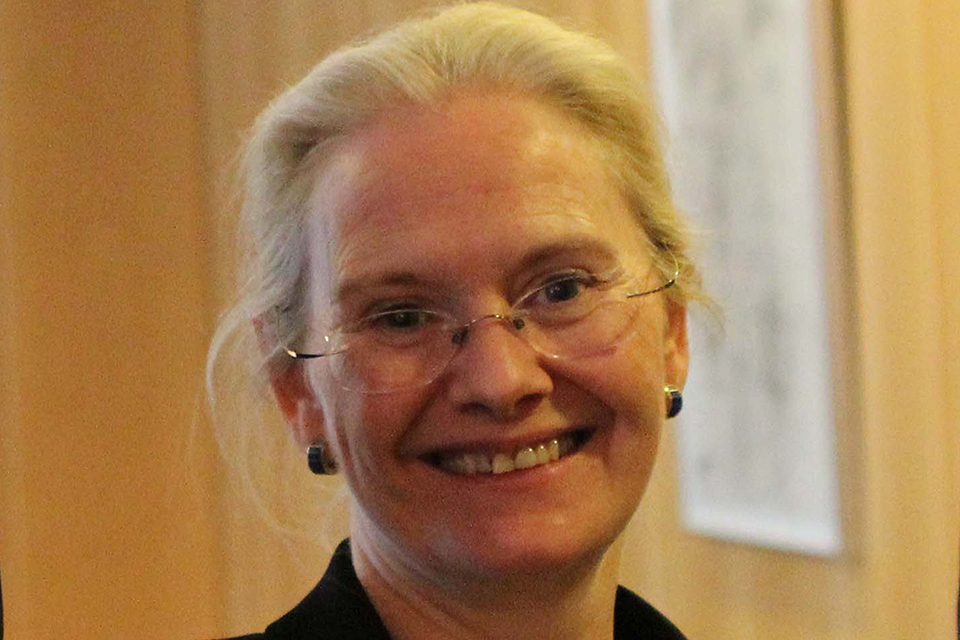
Jane Owen (* 1963)

- Owen, John († 1622), walisischer Schriftsteller
- Owen, John (1616–1683), kongregationalistischer Pfarrer und Theologe des radikalen Puritanismus
- Owen, John (1787–1841), Gouverneur von North Carolina
- Owen, John (1827–1901), britischer Schachspieler
- Owen, John (1854–1926), britischer Geistlicher, anglikanischer Bischof
- Owen, Johnny (1956–1980), walisischer Bantamgewichtsboxer
- Owen, Jon (* 1963), US-amerikanischer Rennrodler
- Owen, Joseph (1720–1790), englischer Strafgefangener
- Owen, Kai (* 1975), walisischer Film- und Theaterschauspieler
- Owen, Ken (* 1970), britischer Metal-Schlagzeuger
- Owen, Laurence (1944–1961), US-amerikanische Eiskunstläuferin
- Owen, Lemuel (1822–1912), kanadischer Politiker, Premierminister von Prince Edward Island
- Owen, Lloyd (* 1966), britischer Schauspieler

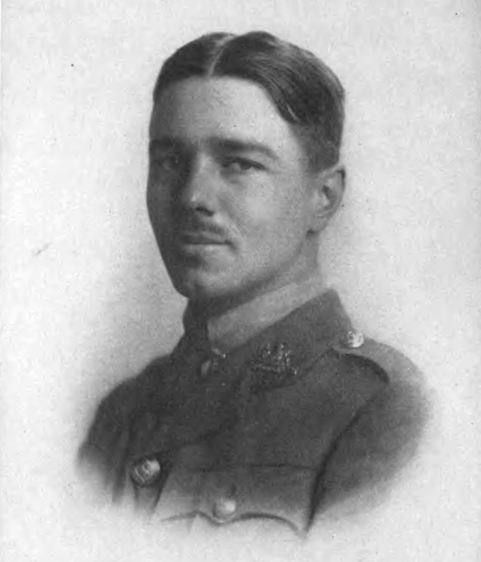
Wilfred Owen (1893–1918)

- Owen, Logan (* 1995), US-amerikanischer Radrennfahrer
- Owen, Marcus (1935–1987), walisischer Snookerspieler
- Owen, Maribel (1940–1961), US-amerikanische Eiskunstläuferin
- Owen, Mark (* 1972), britischer Sänger und TänzerMark Owen (* 1972)

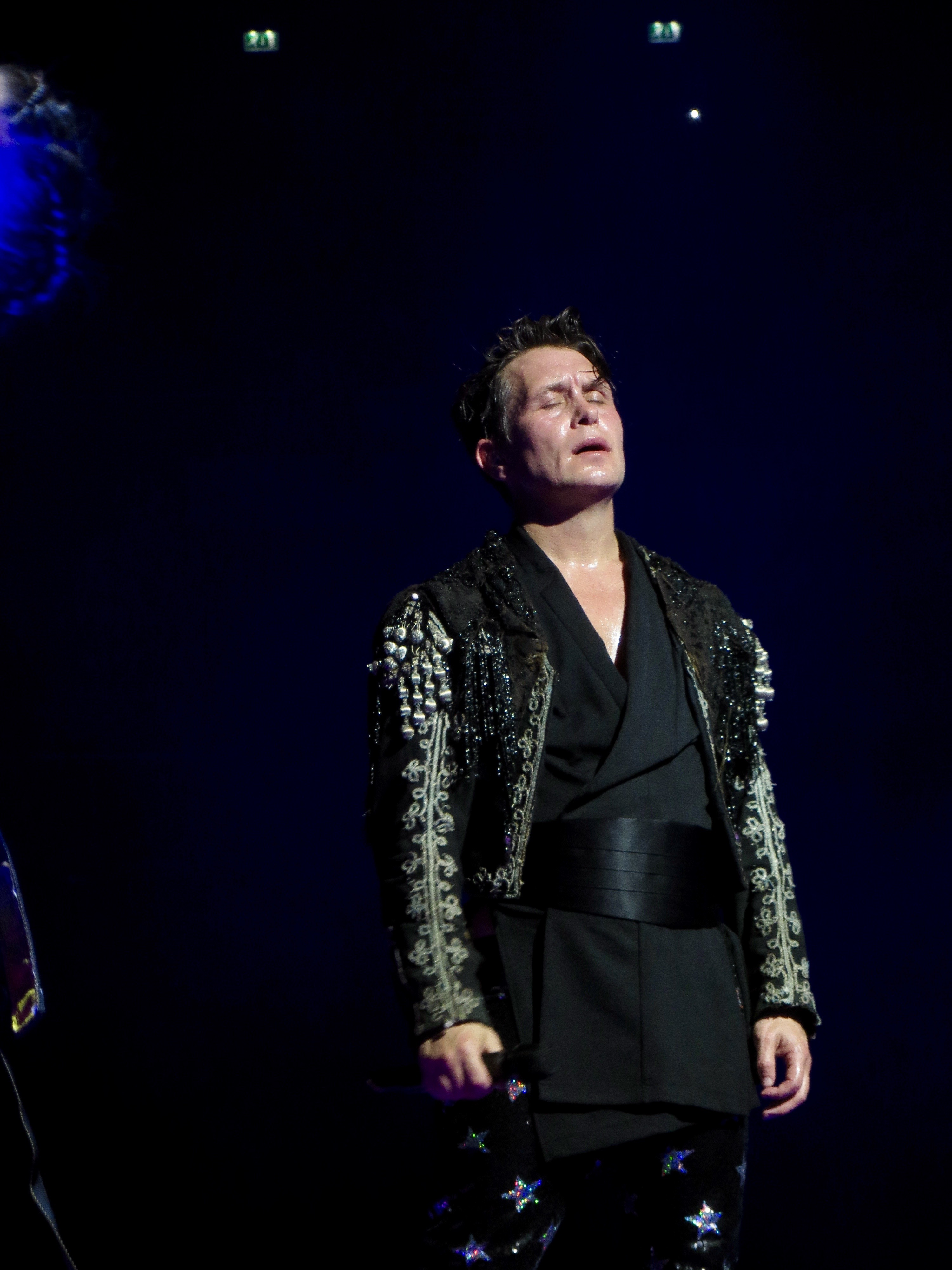
Mark Owen (* 1972)

- Owen, Michael (* 1979), englischer Fußballspieler
- Owen, Nicholas († 1606), Maurer, Laienbruder der Jesuiten, Märtyrer
- Owen, Nora (* 1945), irische Politikerin (Fine Gael)
- Owen, Peter (1927–2016), britischer Verleger
- Owen, Peter, britischer Maskenbildner und Perückenmacher
- Owen, Ray D. (1915–2014), US-amerikanischer Biologe
- Owen, Reginald (1887–1972), britischer Schauspieler
- Owen, Rena (* 1962), neuseeländische Schauspielerin
- Owen, Richard (1804–1892), britischer Anatom, Biologie und Paläontologe
- Owen, Robert (1771–1858), britischer Unternehmer, Frühsozialist, Autor, gilt als der Begründer des GenossenschaftswesensRobert Owen (1771–1858)

Robert Owen (1771–1858)

- Owen, Robert (* 1984), walisischer Dartspieler
- Owen, Robert Dale (1801–1877), US-amerikanischer Politiker, Diplomat und Sozialreformer
- Owen, Robert Latham (1856–1947), US-amerikanischer Politiker der Demokratischen Partei
- Owen, Roddy (1856–1896), britischer Jockey und Offizier
- Owen, Russell (1889–1952), US-amerikanischer Journalist und Pulitzer-Preisträger
- Owen, Ruth Bryan (1885–1954), US-amerikanische Politikerin
- Owen, Samuel (1774–1854), britisch-schwedischer Ingenieur, Erfinder und Unternehmer
- Owen, Sarah (* 1983), britische Politikerin und Gewerkschaftsfunktionärin
- Owen, Seena (1894–1966), US-amerikanische Schauspielerin und Drehbuchautorin
- Owen, Stefania LaVie (* 1997), US-amerikanische Schauspielerin
- Owen, Steve (1898–1964), US-amerikanischer American-Football-Spieler und -Trainer
- Owen, Syd (1922–1998), englischer Fußballspieler und -trainer
- Owen, Thomas (1910–2002), belgischer Schriftsteller
- Owen, Tom (* 1980), britischer Oboist
- Owen, Walter Stewart (1904–1981), kanadischer Rechtsanwalt und Manager, Vizegouverneur von British Columbia
- Owen, Wilfred (1893–1918), englischer DichterWilfred Owen (1893–1918)
- Owen, Will (* 1995), US-amerikanischer Autorennfahrer
- Owen, William Barry (1860–1914), US-amerikanischer Pionier in der Entwicklung der Unterhaltungsindustrie
- Owen, William D. (1846–1906), US-amerikanischer Politiker
- Owen, William Fitzwilliam (1774–1857), britischer Marineoffizier und Forscher
- Owen-Jones, Lindsay (* 1946), britischer Rennfahrer und Manager
- Owen-Jones, Rod (* 1970), australischer Wasserballspieler
- Owen-Leinert, Susan (* 1958), US-amerikanische Opernsängerin
- Owen-Smith, Garth (1944–2020), namibischer Naturschützer
- Owen-Spencer, Alison (* 1953), US-amerikanische Skilangläuferin
- Owen-Taylor, Mark (* 1962), australischer Schauspieler
- Owens Thompson, Florence (1903–1983), US-amerikanische Wanderarbeiterin in der Weltwirtschaftskrise 1936 auf dem Foto „Migrant Mother“ von Dorothea Lange
- Owens, Alexandrea (* 1988), US-amerikanische Schauspielerin
- Owens, Andrew, US-amerikanischer Opernsänger der Stimmlage Tenor
- Owens, Bill, US-amerikanischer Journalist und Executive Producer
- Owens, Bill (* 1938), US-amerikanischer Fotograf, Brauer
- Owens, Bill (* 1949), US-amerikanischer Politiker (Demokratische Partei)
- Owens, Bill (* 1950), US-amerikanischer Politiker
- Owens, Bonnie (1929–2006), US-amerikanische Country-Sängerin
- Owens, Buck (1929–2006), US-amerikanischer Country-Sänger
- Owens, Burgess (* 1951), US-amerikanischer Politiker (Republikanische Partei)
- Owens, Cade, US-amerikanischer Filmschauspieler
- Owens, Candace (* 1989), US-amerikanische Aktivistin und politische KommentatorinCandace Owens (* 1989)

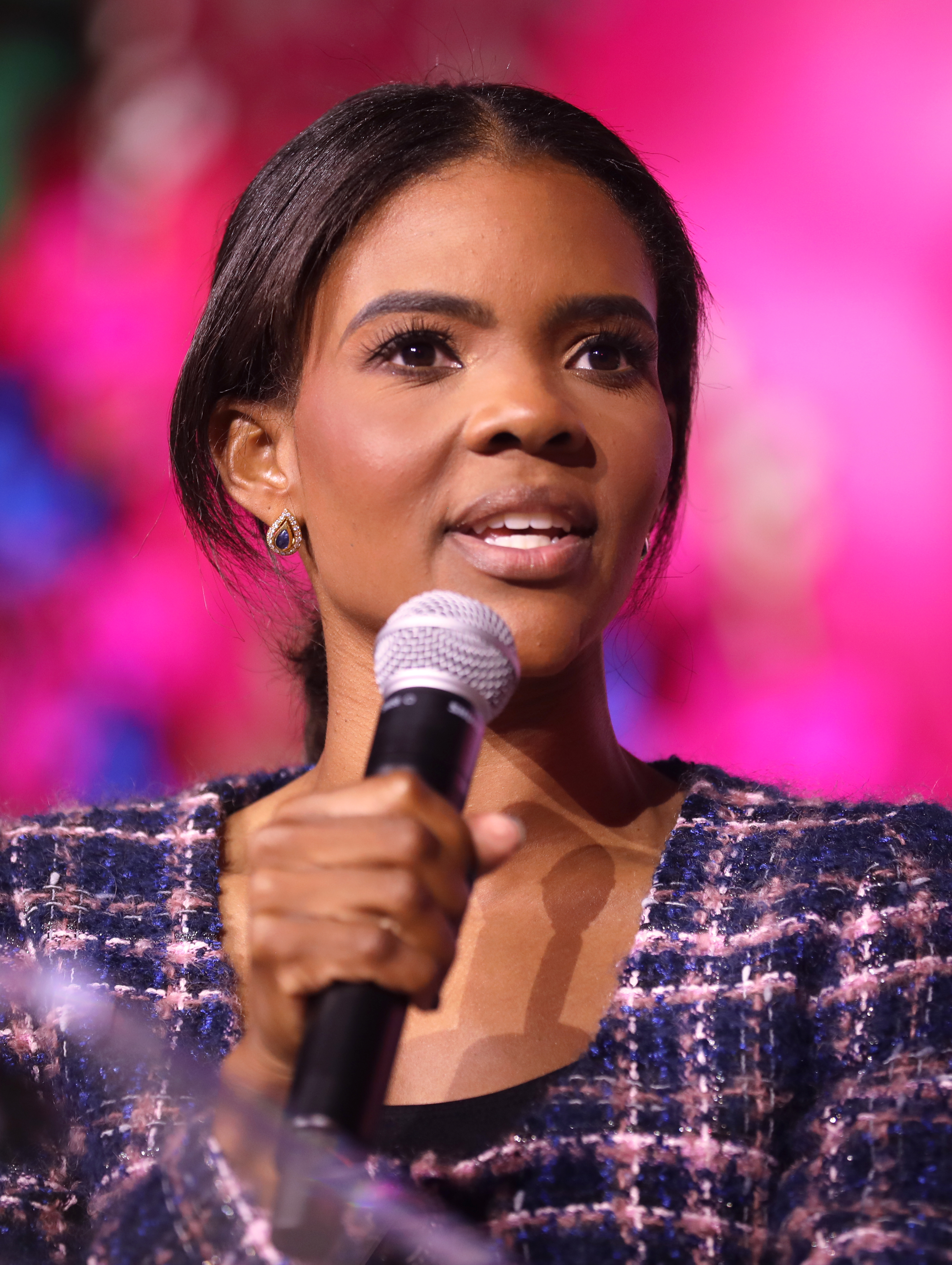
Candace Owens (* 1989)

- Owens, Carol (* 1971), neuseeländische Squashspielerin
- Owens, Chandler David (1931–2011), US-amerikanischer Geistlicher und Bischof der Church of God in Christ
- Owens, Charles (* 1939), US-amerikanischer Jazzmusiker und Komponist
- Owens, Charles (* 1972), US-amerikanischer Jazzmusiker und Komponist
- Owens, Chris (* 1961), kanadischer SchauspielerChris Owens (* 1961)

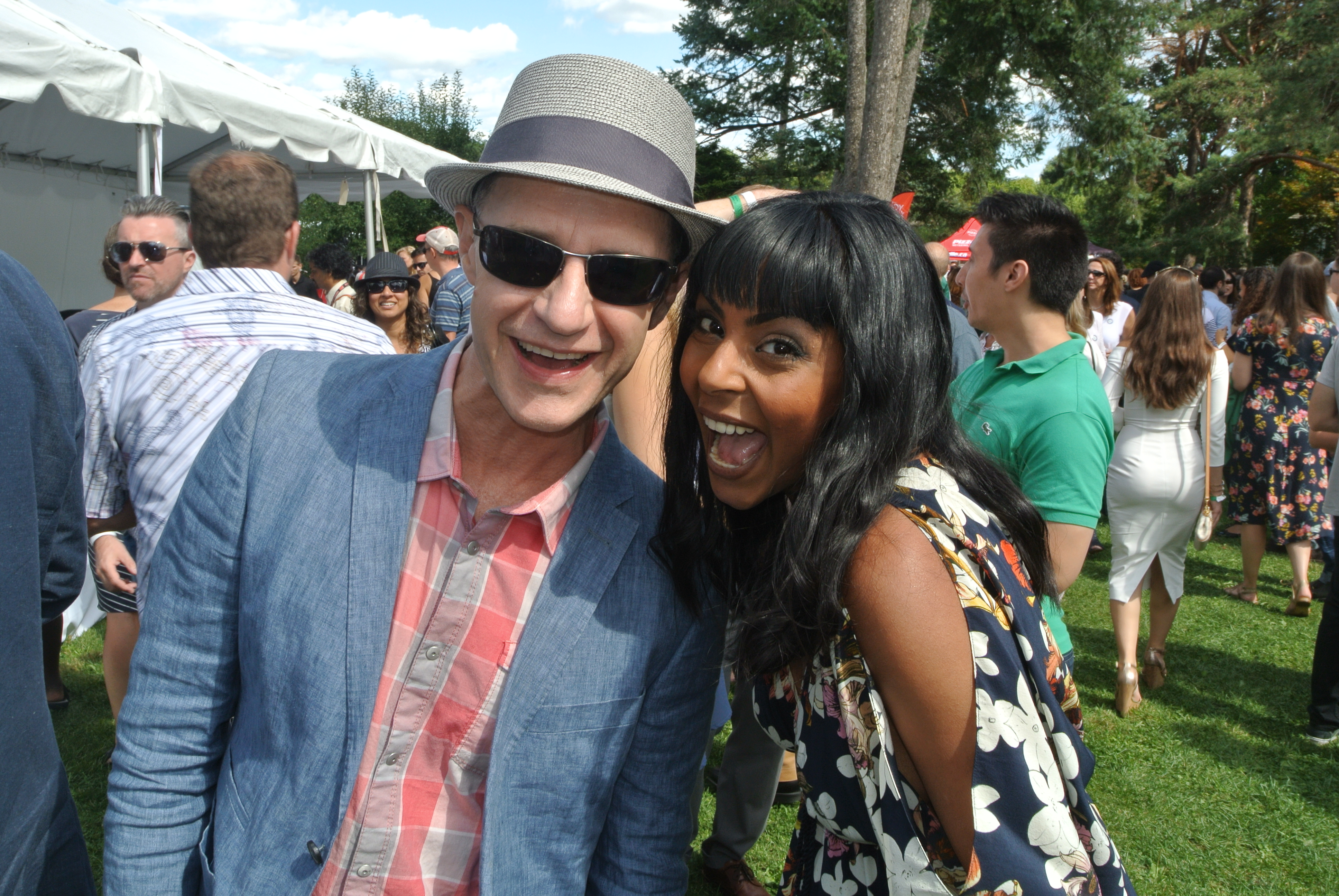
Chris Owens (* 1961)

- Owens, Craig (* 1984), US-amerikanischer Rockmusiker
- Owens, Delia (* 1949), US-amerikanische Schriftstellerin und Zoologin
- Owens, Edward (* 1949), US-amerikanischer Filmemacher
- Owens, Endea (* 1988), US-amerikanische Jazzmusikerin (Kontrabass)
- Owens, Eric (* 1970), US-amerikanischer Opern- und Konzertsänger in der Stimmlage Bassbariton
- Owens, Frank (1933–2023), US-amerikanischer Pianist und Keyboarder
- Owens, Gareth Alun (* 1964), britisch-griechischer Altphilologe, Klassischer Archäologe und Mykenologe
- Owens, Gary (* 1986), US-amerikanischer Basketballspieler
- Owens, Geoffrey (* 1961), US-amerikanischer Schauspieler
- Owens, George Welshman (1786–1856), US-amerikanischer Politiker
- Owens, Harry (1902–1986), US-amerikanischer Komponist
- Owens, Iris (1929–2008), US-amerikanische Schriftstellerin
- Owens, Jack (1904–1997), US-amerikanischer Bluesmusiker
- Owens, James (* 1955), US-amerikanischer Hürdenläufer und Footballspieler
- Owens, James Byeram (1816–1889), US-amerikanischer Politiker
- Owens, James W. (1838–1900), US-amerikanischer Politiker
- Owens, Jay (1947–2005), US-amerikanischer Bluesmusiker
- Owens, Jenny (* 1978), australische Skisportlerin
- Owens, Jesse (1913–1980), US-amerikanischer LeichtathletJesse Owens (1913–1980)

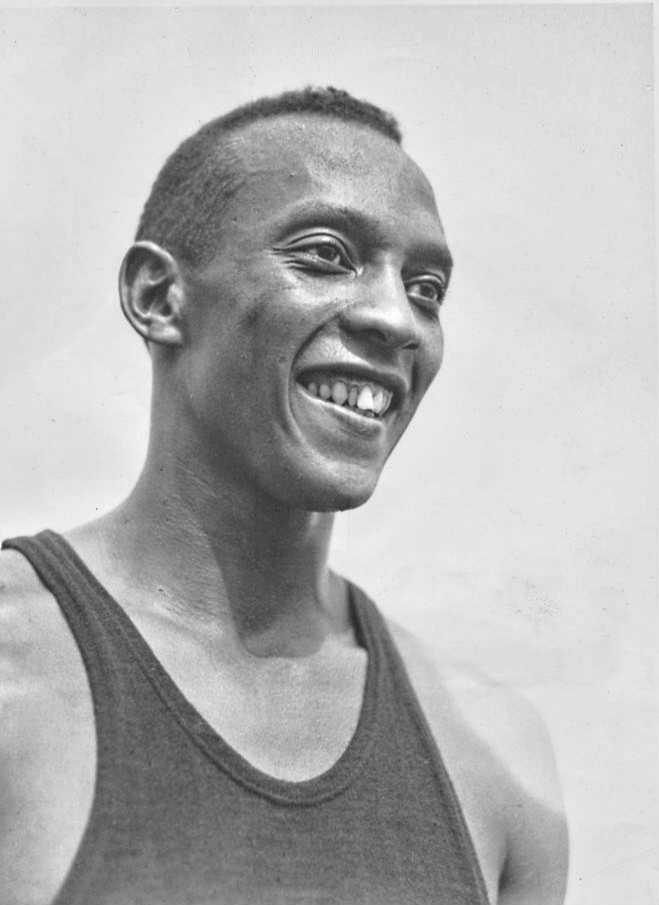
Jesse Owens (1913–1980)

- Owens, Jimmy (* 1943), amerikanischer Jazztrompeter
- Owens, Joan Murrell (1933–2011), US-amerikanische Meeresbiologin, Geologin und Hochschullehrerin
- Owens, Jonathan (* 1995), US-amerikanischer American-Football-Spieler
- Owens, Jordan (* 1986), kanadischer Eishockeyspieler
- Owens, Kai (* 2004), US-amerikanische Freestyle-Skisportlerin
- Owens, Kelly Lee (* 1988), britische Dance- und Electronic-Musikerin
- Owens, Ken (* 1987), walisischer Rugby-Union-Spieler
- Owens, Kenny, US-amerikanischer Rockabilly-, Rock-’n’-Roll- und Country-Musiker
- Owens, Kevin (* 1984), kanadischer Wrestler
- Owens, Major (1936–2013), US-amerikanischer Politiker
- Owens, Marie (1853–1927), US-amerikanische Polizistin
- Owens, Michael, Spezialeffektkünstler
- Owens, Michael Joseph (1859–1923), US-amerikanischer Erfinder
- Owens, Montell (* 1984), US-amerikanischer American-Football-Spieler
- Owens, Patricia (1925–2000), US-amerikanische Schauspielerin
- Owens, Patrick M., US-amerikanischer klassischer Philologe, Neolatinist und Lexikograf
- Owens, Rick (* 1961), US-amerikanischer ModedesignerRick Owens (* 1961)

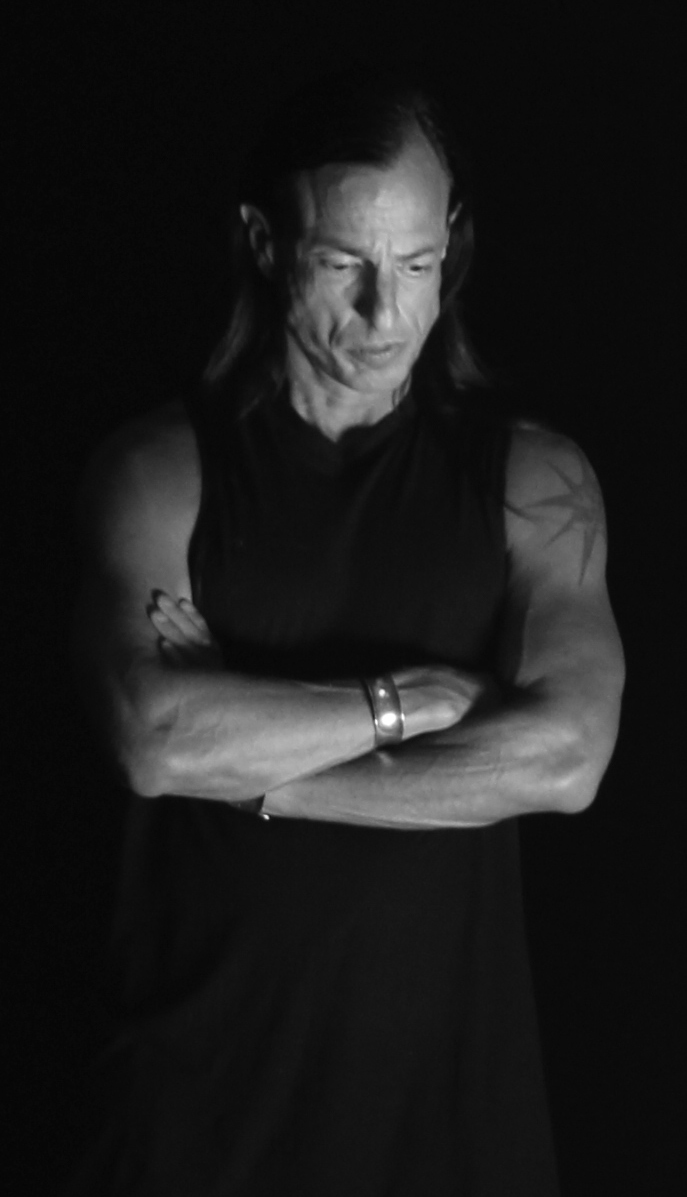
Rick Owens (* 1961)

- Owens, Ryan (* 1995), britischer Bahnradsportler
- Owens, Shirley (* 1941), US-amerikanische Sängerin
- Owens, Solomon J. E. (* 1950), gambischer Politiker
- Owens, Terrell (* 1973), US-amerikanischer American-Football-Spieler
- Owens, Terry Winter (1941–2007), US-amerikanische Komponistin, Pianistin und Cembalistin
- Owens, Thomas L. (1897–1948), US-amerikanischer Politiker
- Owens, Tim Ripper (* 1967), US-amerikanischer Metal-Sänger
- Owens, Ulysses (* 1982), US-amerikanischer Jazzmusiker (Schlagzeug) und Hochschullehrer
- Owens, Wayne (1937–2002), US-amerikanischer Politiker
- Owens, William A. (* 1940), US-amerikanischer Admiral der United States Navy
- Owens, William C. (1849–1925), US-amerikanischer Politiker
- Owens-Delerme, Ayden (* 2000), puerto-ricanischer Zehnkämpfer
- Owens-Kirkpatrick, Barbro (* 1946), US-amerikanische Diplomatin
- Ower, Thomas (* 1985), deutscher Eishockeytorwart
- Owers, Ken (* 1953), englischer Snookerspieler
- Owesle, Miriam-Esther, deutsche Kunsthistorikerin
- Öwesow, Daňatar (1911–1966), turkmenischer Komponist
- Owetschkin, Alexander Michailowitsch (* 1985), russischer EishockeyspielerAlexander Michailowitsch Owetschkin (* 1985)

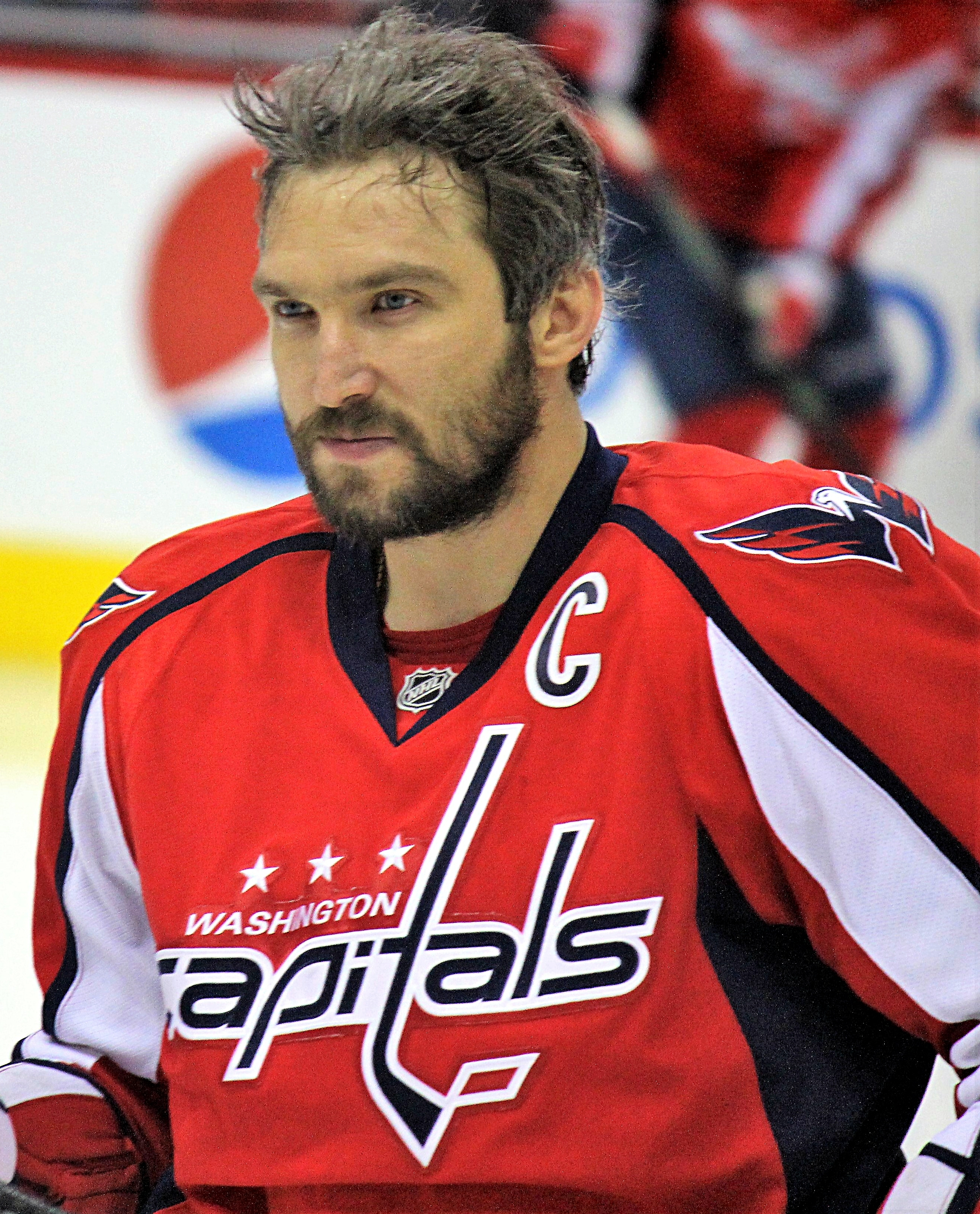
Alexander Michailowitsch Owetschkin (* 1985)

- Owetschkin, Artjom Sergejewitsch (* 1986), russischer Straßenradrennfahrer
- Owetschkin, Walentin Wladimirowitsch (1904–1968), russisch-sowjetischer Schriftsteller, Dramatiker und Journalist
- Owetschkina, Tatjana Nikolajewna (* 1950), sowjetische Basketballspielerin
- Öwezow, Balyş (1915–1975), turkmenischer Politiker
- Öwezow, Öwez (* 1997), turkmenischer Gewichtheber

### Owg
- Öwgönchüü, Tschoidoryn (1942–2019), mongolischer Judoka

### Owi
- Owie, William (* 2004), japanischer Fußballspieler
- Owigar, Judith (* 1985), kenianische Informatikerin, Sozialunternehmerin und Aktivistin
- Owing, Nina (* 1958), norwegische Journalistin und Nachrichtensprecherin
- Owino, Belinda (* 1993), US-amerikanische Schauspielerin
- Owino, David (* 1988), kenianischer Fußballspieler
- Owino, George (* 1981), kenianischer Fußballspieler
- Owińska, Zofia, polnische Musikjournalistin und Pianistin
- Owis, Esraa (* 1997), ägyptische Weit- und Dreispringerin
- Owiti, John (* 1942), kenianischer Sprinter

### Owl
- Owl, Grey (1888–1938), englischer Trapper und SchriftstellerGrey Owl (1888–1938)

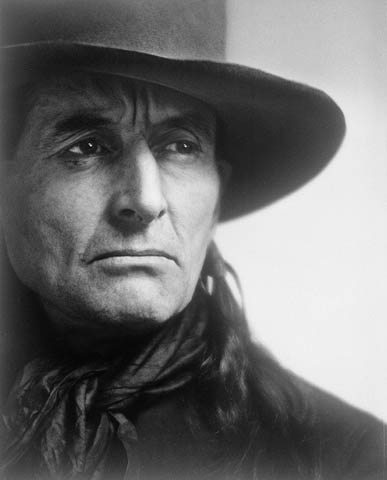
Grey Owl (1888–1938)

### Own
- Öwnboss, brasilianischer House-DJ

### Owo
- Owoeri, John (* 1987), nigerianischer Fußballspieler
- Owolabi, Kuburat (* 1967), nigerianische Tischtennisspielerin
- Owomoyela, Patrick (* 1979), deutscher FußballspielerPatrick Owomoyela (* 1979)

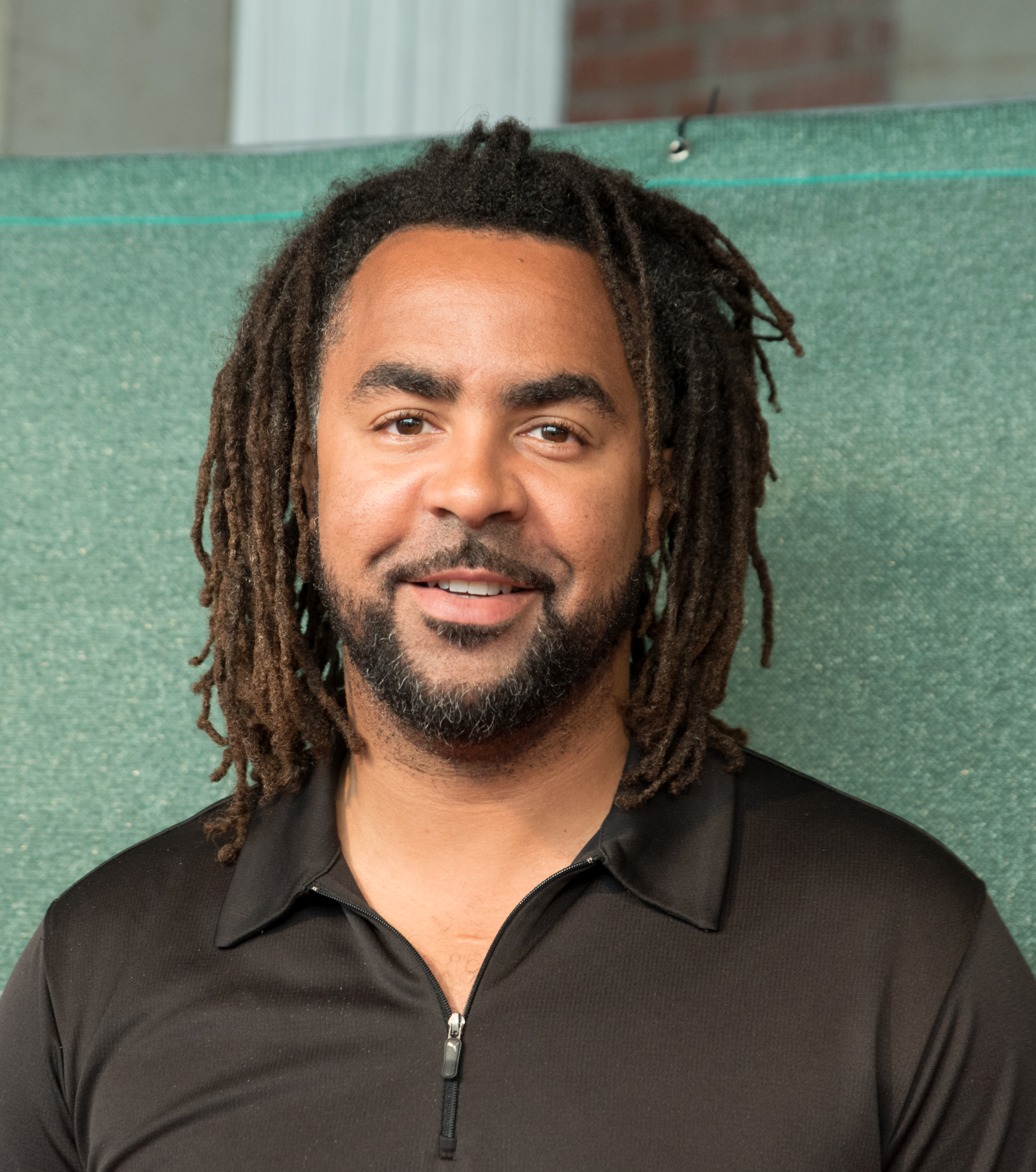
Patrick Owomoyela (* 1979)

- Owona, Brice (* 1989), kamerunischer Fußballspieler
- Owona, Nicolas (* 1952), kamerunischer Radrennfahrer
- Owono-Mimboe, Jérôme (1933–2016), kamerunischer Geistlicher, römisch-katholischer Bischof von Obala

### Ows
- Owsiak, Jerzy (* 1953), polnischer Radio- und TV-Journalist
- Owsian, Gerd (1940–1999), deutscher Holzgestalter, Holzbildhauer und Restaurator
- Owsian, Łukasz (* 1990), polnischer Radrennfahrer
- Owsijenko, Tatjana Nikolajewna (* 1966), russische Sängerin
- Owsjannikow, Bogdan Igorewitsch (* 1999), russischer Fußballspieler
- Owsjannikow, Filipp Wassiljewitsch (1827–1906), russischer Physiologe, Anatom und Histologe
- Owsjannikow, Lew Wassiljewitsch (1919–2014), sowjetischer bzw. russischer Mathematiker
- Owsjannikow, Michail Fedotowitsch (1915–1987), sowjetischer Philosoph
- Owsjannikow, Oleg Wladimirowitsch (* 1970), russischer Eiskunstläufer
- Owsjannikowa, Marina Wladimirowna (* 1978), russische Fernsehredakteurin und Journalistin
- Owsley, Bryan (1798–1849), US-amerikanischer Politiker
- Owsley, Lily (* 1994), britische Feldhockeyspielerin
- Owsley, Monroe (1900–1937), US-amerikanischer Schauspieler
- Owsley, William (1782–1862), US-amerikanischer Politiker
- Owstien, August von (1771–1847), preußischer Generalmajor, Kommandant der Festung Gaudenz
- Owstien, Carl Christoph von (* 1720), preußischer Oberst und Chef des Husarenregiments Nr. 10
- Owstien, Joachim-Friedrich von (1881–1970), deutscher Jurist und Senatspräsident
- Owstin, Carl Philipp von (1736–1811), preußischer General der Infanterie
- Owstin, Christoph von († 1629), herzoglich pommerscher Hofbeamter und Landrat
- Owstin, Georg von (1788–1868), preußischer Generalmajor
- Owstin, Joachim Kuno von (1608–1668), deutscher Jurist, mecklenburgischer Hofrat, schwedisch-pommerscher Regierungsrat
- Owstin, Joachim Rüdiger von (1634–1698), deutscher Jurist, schwedisch-pommerscher Regierungsrat, Vizepräsident des Obertribunals Wismar

### Owt
- Owtscharenko, Dmitri Romanowitsch (1919–1945), sowjetischer Soldat
- Owtscharenko, Illja (* 2001), ukrainischer Pianist
- Owtscharenko, Jekaterina Alexandrowna (* 2000), russische Tennisspielerin
- Owtscharenko, Oleksandr (* 2001), ukrainischer Tennisspieler
- Owtscharenko, Wladislawa (* 1986), tadschikische Sprinterin
- Owtscharow, Dimitar (1931–2013), bulgarischer Mittelalterarchäologe
- Owtscharow, Georgi (1889–1953), bulgarisch-deutscher Architekt
- Owtscharow, Nikolaj (* 1957), bulgarischer Archäologe
- Owtscharow, Rumen (* 1952), bulgarischer Politiker
- Owtschinin, Alexei Nikolajewitsch (* 1971), russischer Kosmonaut
- Owtschinnikow, Juri Anatoljewitsch (1934–1988), sowjetischer Biochemiker
- Owtschinnikow, Juri Lwowitsch (* 1950), russischer Eiskunstläufer
- Owtschinnikow, Pawel Akimowitsch (1830–1888), russischer Goldschmied
- Owtschinnikow, Sergei Iwanowitsch (* 1970), russischer Fußballspieler
- Owtschinnikow, Wjatscheslaw Alexandrowitsch (1936–2019), sowjetischer bzw. russischer Komponist
- Owtschinnikow, Wladimir Olegowitsch (* 1970), russischer Speerwerfer
- Owtschinnikow, Wladimir Pawlowitsch (* 1958), russischer Pianist
- Owtschinnikowa, Alexandra Jakowlewna (1915–2009), sowjetische bzw. russische Straßenbau-Ingenieurin, Historikerin und Politikerin
- Owtschinnikowa, Bronislawa Borissowna (* 1941), sowjetisch-russische Mittelalterhistorikerin und Hochschullehrerin
- Owtschinnikowa, Darja Alexandrowna (* 1995), russische Skirennläuferin
- Owtschinnikowa, Jelena Walerjewna (* 1982), russische Synchronschwimmerin
- Owtschinnikowa, Kristina (* 2001), kasachische Hochspringerin

### Owu
- Owu, George (* 1982), ghanaischer Fußballtorhüter
- Owuor, Yvonne Adhiambo (* 1968), kenianische Schriftstellerin
- Owureku-Asare, Mavis, ghanaische Lebensmittelwissenschaftlerin
- Owusu Gyamfi, Marsha (* 1978), deutsche Basketballspielerin
- Owusu, Aaron Ghebre (* 2006), eritreischer Schwimmer
- Owusu, Andrew (* 1972), ghanaischer Leichtathlet
- Owusu, Benson (* 1977), ghanaischer Fußballspieler
- Owusu, Beres (* 2003), französischer Fußballspieler
- Owusu, Daniel (* 2003), ghanaischer Fußballspieler
- Owusu, Dennis (* 2001), deutsch-ghanaischer Fußballspieler
- Owusu, Derek (* 1988), britischer Autor und Podcaster
- Owusu, Desleigh (* 2001), australische Dreispringerin
- Owusu, Edward (* 1944), ghanaischer Sprinter
- Owusu, Elisha (* 1997), ghanaisch-französischer Fußballspieler
- Owusu, Elsie (* 1953), ghanaisch-britische Architektin
- Owusu, Frederick (* 1936), ghanaischer Sprinter und Mittelstreckenläufer
- Owusu, James Kwadwo (1927–2001), ghanaischer katholischer Bischof
- Owusu, Janet (* 1991), ghanaische Fußballspielerin
- Owusu, John (* 1925), ghanaischer Leichtathlet
- Owusu, Joshua (* 1948), ghanaischer Weit- und Dreispringer
- Owusu, Kelsey (* 2004), deutsch-ghanaischer Fußballspieler
- Owusu, Kwasi (1945–2020), ghanaischer Fußballspieler
- Owusu, Mike (* 1995), deutsch-ghanaischer Fußballspieler
- Owusu, Prince (* 1997), deutsch-ghanaischer FußballspielerPrince Owusu (* 1997)

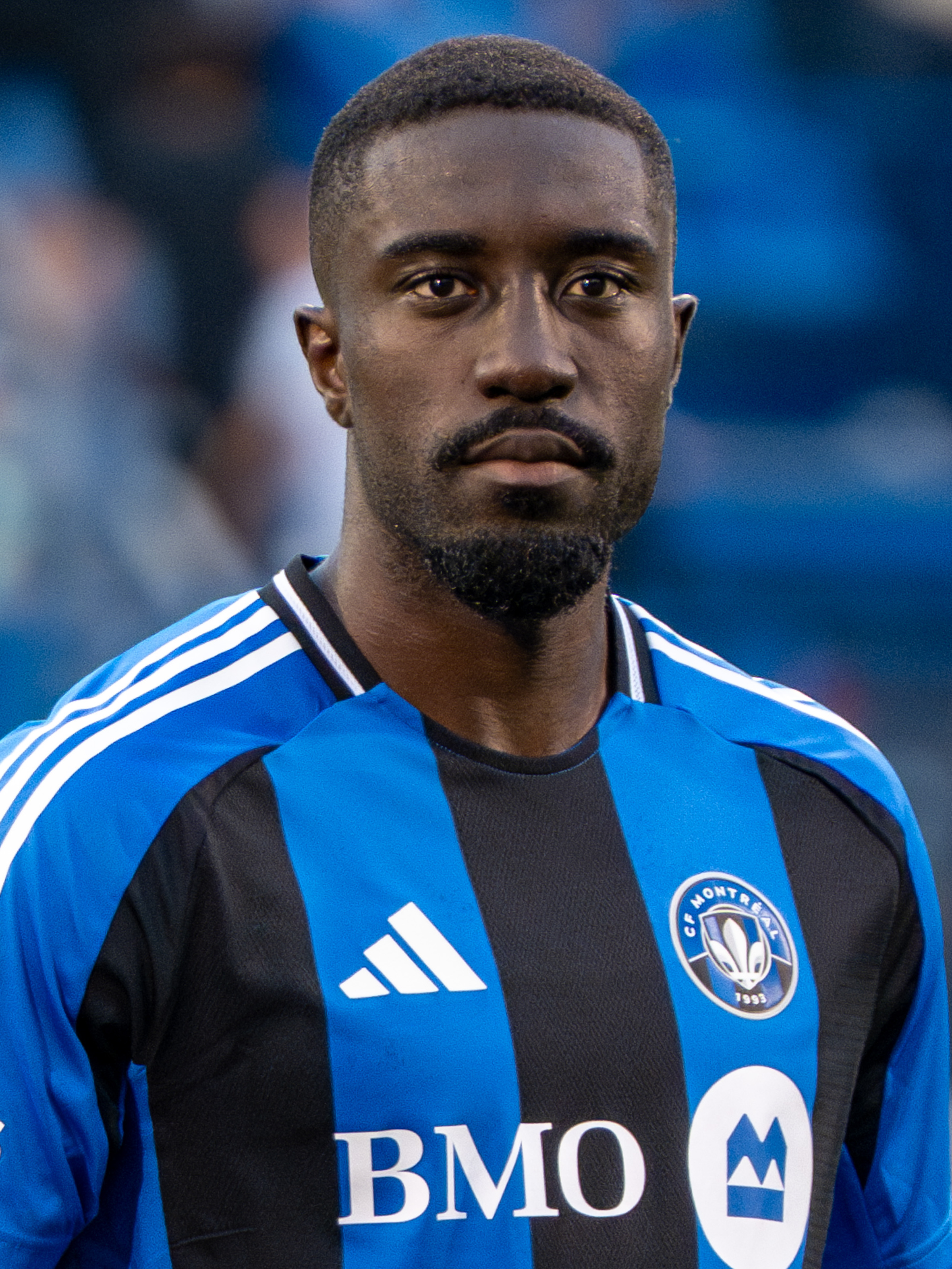
Prince Owusu (* 1997)

- Owusu, Raymond (* 2002), ghanaischer Fußballspieler
- Owusu, Samuel (* 1996), ghanaischer Fußballspieler
- Owusu, Tyron (* 2003), Schweizer Fussballspieler
- Owusu, Victor (1923–2000), ghanaischer Politiker und Jurist
- Owusu-Abeyie, Quincy (* 1986), ghanaischer Fußballspieler
- Owusu-Adjapong, Felix (1944–2023), ghanaischer Politiker und Jurist
- Owusu-Afriyie, Nana (* 1999), australische Sprinterin
- Owusu-Agyapong, Flings (* 1988), ghanaische Sprinterin
- Owusu-Agyeman, Hackman (* 1941), ghanaischer Politiker, Minister für Wasser, Arbeit und Wohnungswesen in Ghana
- Owusu-Ankomah, Papa (* 1957), ghanaischer Politiker, Minister für Erziehung, Wissenschaft und Sport in Ghana
- Owusu-Ansah, David (* 1952), ghanaischer Historiker und Afrikanist
- Owusu-Ansah, Emmanuel Asamoah (1950–2012), ghanaischer Sportfunktionär und Regionalminister der Ashanti-Region
- Owusu-Antwi, Martin (* 1995), ghanaischer Sprinter
- Owusu-Koramoah, Jeremiah (* 1999), US-amerikanischer American-Football-Spieler
- Owusu-Nimoh, Mercy Adoma († 2011), Kinderbuchautorin und Politikerin in Ghana
- Owusu-Sarpong, Albert (* 1949), ghanaischer Diplomat
- Owuya, Mark (* 1989), schwedischer Eishockeytorwart
- Owuya, Sebastian (* 1991), schwedischer Eishockeyspieler

### Owz
- Owzar, Armin (* 1964), deutscher Historiker
- Owzyn, Dmitri Leontjewitsch (1708–1757), russischer Marineoffizier, Hydrograf und Polarforscher